# Premanan Sripanich
Premanan Sripanich (เปรมอนันต์ ศรีพานิช), noto anche con lo pseudonimo di Fifa (ฟีฟ่า) (Provincia di Khon Kaen, 18 febbraio 1998), è un attore televisivo thailandese.

## Filmografia

### Televisione
- Love Sick: The Series - Rak wun wai run saep - serie TV (2015)
- The School - Rong rian puan - Kuan nak rian saep - serie TV, 10 episodi (2015)
- Rak + krian nakrian 4 phak - Part of Love - serie TV, 17 episodi (2015)
- Part Time: The Series - Wai kla fan - serie TV, 28 episodi (2016)
- Lon: The Series - serie TV, episodio 8 (2016)
- Yuea phayabat - serie TV, 30 episodi (2017)
- Be My Boy - The Series - serie TV (2018)
- The Judgement - Like... dai rueang - serie TV (2018)

## Discografia (con i Buff4)

### Singoli
- 2016 - Yes! Tay